# Област Мијако
Област Мијако (јап. 宮古郡) Miyako-gun, (на окинавском језику Naaku) се налази у префектури Окинава, Јапан, која се састоји од једног села Тарама.

## Историја
Област Мијако је формално основана 1896. године и садржала је сва острва Мијако, која се налазе на око 300 км западно од главног града префектуре [[Наха] ]. Острво Мијако служио је као административни центар области. У управним реформама 1908. бивши магири административни систем је укинут, а област Мијако је била подељена на четири села: Хирара, Шимоџи, Гусукубе и Ирабу. 1913. локалитети Накасуџи, Шиокава и Мина су одвојени од села Хирара и формирано је пето село Тарама. Хирара је унапређен у статус вароши 1924. године.
Број општина које су формирали област Мијако знатно је опао након Другог светског рата. Хирара је унапређен у статус града 1947. године, остављајући област са мање села. Ново село, Уено је формирано 1948. године, да би се 1. октобра 2005. године, Хирара, вароши Ирабу и Гусукубе, и село Уено спојили су се у град Мијакоџима. Тренутно област се састоји од једног села, Тарама.

## Вароши и села
- Тарама

## Саобраћај
Аеродром Тарама у селу Тарама користи Мијако област. 